# Parafia Zmartwychwstania Pańskiego w Ruszowie
Parafia Zmartwychwstania Pańskiego w Ruszowie – parafia rzymskokatolicka, znajdująca się w diecezji legnickiej, w dekanacie Bolesławiec Zachód.